# Hemiteles fasciatus
Hemiteles fasciatus är en stekelart som beskrevs av Oswald Heer 1850. Hemiteles fasciatus ingår i släktet Hemiteles och familjen brokparasitsteklar. Inga underarter finns listade i Catalogue of Life.